# District historique de Crater
Pour les articles homonymes, voir Crater.
Le district historique de Crater (en anglais : Crater Historic District) est un district historique dans le comté de Maui, à Hawaï. Protégé au sein du parc national de Haleakalā, il est inscrit au Registre national des lieux historiques depuis le 1er novembre 1974.